# 堪察加海峽

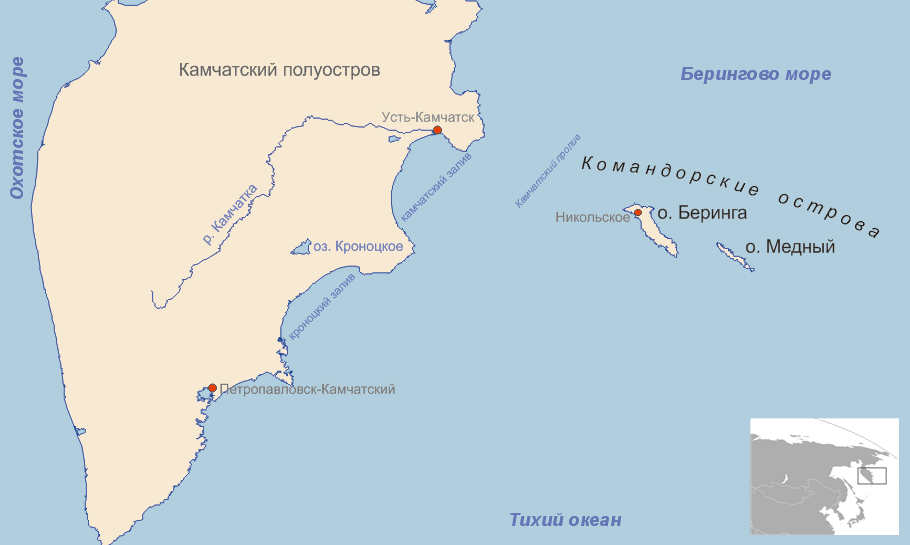

堪察加海峽（Камчатский）是俄羅斯的海峽，把堪察加半島和科曼多爾群島分隔，海峽長逾150公里、寬191公里，北面與白令海相接，南面連著太平洋，最大深度4,420米。
55°39′N 164°33′E / 55.650°N 164.550°E